# Армяне в Египте
Армяне в Египте — армянская диаспора, проживающая в Египте и насчитывающая многовековую историю.

## История
Первая значительная волна армянских мигрантов прибыла в Египет в XI-XII веках, в период Фатимидского халифата. В 1073 году визирем Фатимидского халифата стал Бадруддин аль-Джамалия (Бадр), который был рабом (мамлюком) армянского происхождения, обращенным в ислам. Он не забыл своих армянских корней и поощрял миграцию Египет армян, спасавшихся от опустошительных набегов сельджуков. Армяне, которые могли свободно исповедовать свою религию в Египте, заняли значимое место не только в экономической и культурной жизни страны, но и в государственном аппарате Фатимидов.
В период Мамлюкского сулатаната после вторжений в Киликийское армянское царство тысячи молодых армян были уведены в рабство, обращены в ислам и стали военными рабами-мамлюками. Многие из них впоследствии занимали высокие должности в египетском войске того времени. 

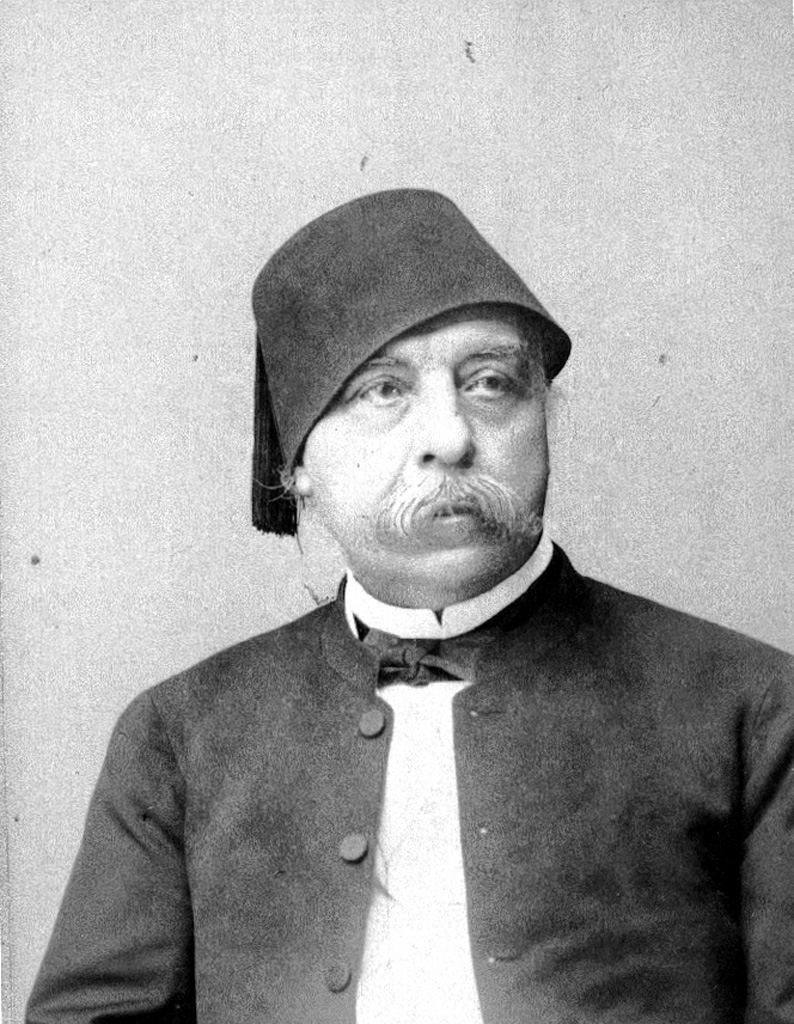
Нубар-паша, первый премьер-министр Египта

Мухаммед Али-паша, бывший правителем Египта в первой половине XIX века, доброжелательно относился к христианам и поощрял миграцию армян в страну. При нём высокие должности занимал армянский банкир Погос Юсуфян. Позже, в 1876 году, первым премьер-министром Египта стал армянин Нубар-паша. В 1904 году он основал армянскую школу Галустян, которая до сих пор является одним из самых престижных учебных заведений Египта.
Самая массовая миграция армян в Египет произошла во время геноцида армян в Османской империи. Армянские беженцы, добравшиеся до Египта, селились прежде всего в Гелиополисе, христианском районе Каира, населённого преимущественно местными греками и сирийскими католиками. Во время греко-турецкой войны 1919—1922 годов  около 18 000 греков и армян из Смирны, Бурсы, Никомедии также нашли убежище в Египте. Многие из армянских беженцев затем переселились из Египта в Западную Европу, США и в Советскую Армению. Но даже после этого в 1940-е годы численность армян в Египте составляла около 40.000 человек.
После революции 1952 года многие армяне покинули Египет, эмигрируя в основном в Западную Европу, США, Канаду и Австралию.

## Современность

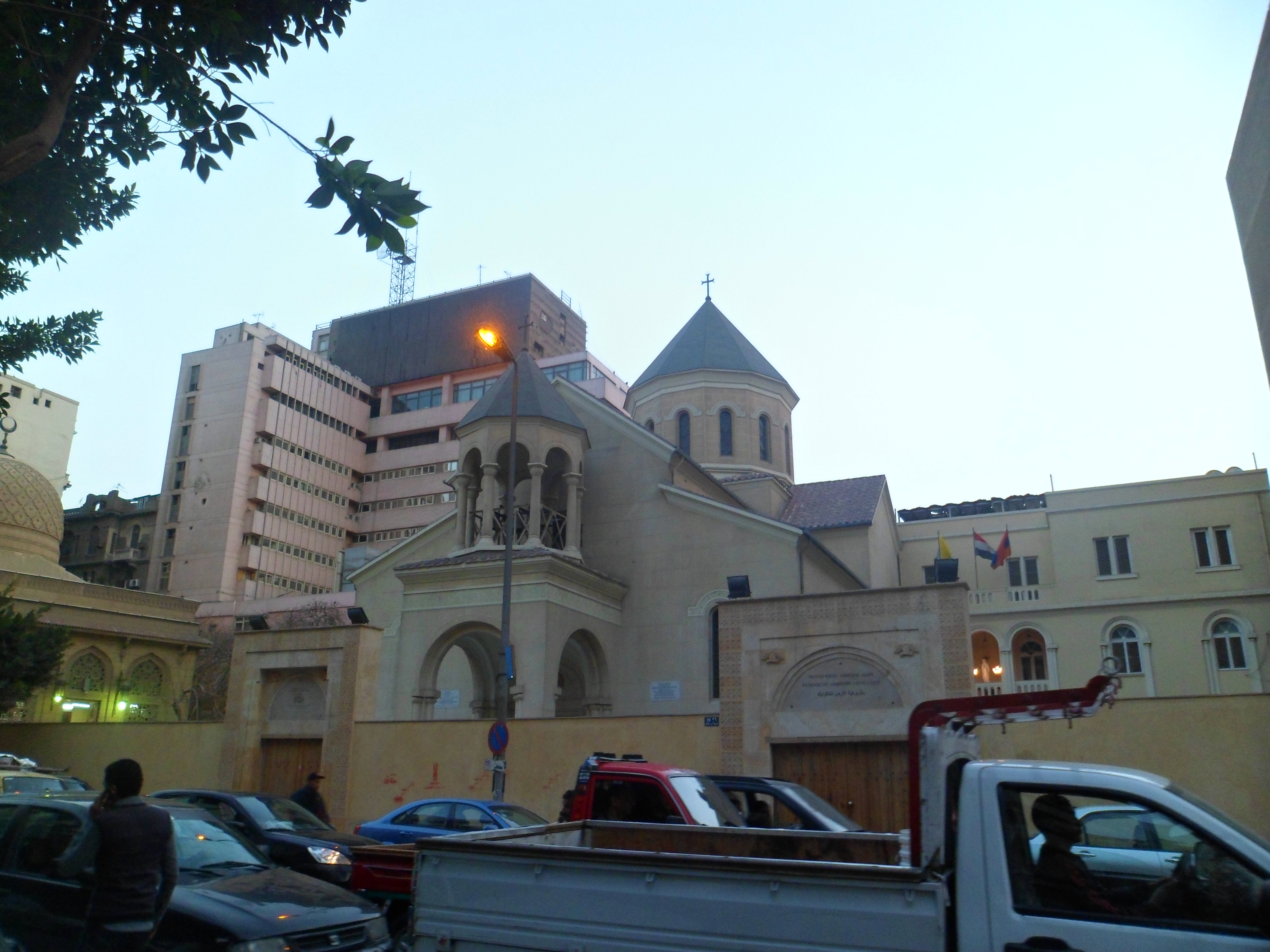
Армянский католический собор Благовещения Пресвятой Девы Марии в Каире

В настоящее время численность армян в Египте не превышает 6000 человек (по другим данным — 11 000 человек). Большая часть армян живёт в Каире. Армяно-коптские смешанные семьи (они, в основном, арабоязычны) кроме Каира и Александрии живут в Луксоре, Асуане, Суэце, Порт-Саиде.
В Каире и Александрии есть армянские церкви, в Египте существует Епархия Александрии Армянской католической церкви с центром в Каире. В Египте работают шесть армянских престижных школ, армянские культурные и спортивные центры.

## Известные египетские армяне
Из египетских армян, ставших деятелями культуры, получили известность египетская актриса Леблеба, канадский кинорежиссёр Атом Эгоян, советская оперная певица Гоар Гаспарян, французский художник Жан Карзу. Из коптско-армянской семьи происходил Генеральный секретарь ООН Бутрос Бутрос-Гали.